# Bradley Barcola
Bradley Barcola (Villeurbanne, 2 de setembro de 2002) é um futebolista francês que atua como atacante. Atualmente joga pelo Paris Saint-Germain.

## Vida pessoal
Bradley Barcola nasceu em Villeurbanne, em uma família togolesa. Ele começou a jogar futebol em sua cidade natal, no subúrbio de Lyon, antes de ingressar no Olympique Lyonnais aos 8 anos de idade.
O irmão de Barcola, Malcolm Barcola, também é jogador de futebol profissional que joga pelo Tuzla City. Ele também joga internacionalmente pela Seleção de Togo.

## Carreira
Durante a temporada 2020-21, Barcola começou a jogar com o reserva do Lyon no National 2, ao mesmo tempo em que foi um artilheiro prolífico dos sub-19 que jogou na Liga Jovem da UEFA, antes de assinar um contrato júnior em janeiro de 2021.
Depois de ser convocado para a primeira equipe do Olympique Lyonnais por Peter Bosz durante a pré-temporada 2021-22 marcando seu primeiro gol contra o Bourg-en-Bresse - Barcola assinou seu primeiro contrato profissional em setembro de 2021, vinculando-o ao clube até 2024.

### Estreia e avanço
Barcola fez sua estreia profissional pelo Lyon em 4 de novembro de 2021, substituindo Rayan Cherki aos 81 minutos de uma vitória em casa por 3 a 0 sobre o Sparta Praga na fase de grupos da Liga Europa. Ele conseguiu dar uma assistência para Karl Toko Ekambi no terceiro gol do Lyon, ajudando sua equipe a uma vitória que os tornaria o primeiro time a se classificar oficialmente para as oitavas de final daquela edição.

Barcola teve mais tempo de jogo durante a temporada 2022–23, contribuindo para a linha de frente do Lyon ao lado do artilheiro Alexandre Lacazette. Em 7 de maio de 2023, ele deu três gols para Lyon e Alexandre Lacazette para uma vitória de retorno contra o Montpellier em um thriller de nove gols, anulando quatro gols marcados pelo atacante adversário Elye Wahi.

## Estatísticas
- Atualizado até 3 de junho de 2023

| Clube             | Temporada         | Liga                   | Liga  | Liga | Coupe de France | Coupe de France | Europa | Europa | Total | Total |
| Clube             | Temporada         | Divisão                | Jogos | Gols | Jogos           | Gols            | Jogos  | Gols   | Jogos | Gols  |
| ----------------- | ----------------- | ---------------------- | ----- | ---- | --------------- | --------------- | ------ | ------ | ----- | ----- |
| Lyon B            | 2020–21           | Championnat National 2 | 4     | 2    | —               | —               | —      | —      | 4     | 2     |
| Lyon B            | 2021–22           | Championnat National 2 | 14    | 3    | —               | —               | —      | —      | 14    | 3     |
| Lyon B            | 2022–23           | Championnat National 2 | 4     | 0    | —               | —               | —      | —      | 4     | 0     |
| Lyon B            | Total             | Total                  | 22    | 5    | —               | —               | —      | —      | 22    | 5     |
| Lyon              | 2021–22           | Ligue 1                | 11    | 0    | 0               | 0               | 2      | 0      | 13    | 0     |
| Lyon              | 2022–23           | Ligue 1                | 26    | 5    | 5               | 2               | —      | —      | 31    | 7     |
| Lyon              | Total             | Total                  | 37    | 5    | 5               | 2               | 2      | 0      | 44    | 7     |
| Total na carreira | Total na carreira | Total na carreira      | 59    | 10   | 5               | 2               | 2      | 0      | 66    | 12    |

1. ↑  Jogos na Liga Europa da UEFA

## Títulos
Paris Saint-Germain
- Supercopa da França: 2023, 2024
- Ligue 1: 2023–24, 2024–25[13]
- Copa da França: 2023–24, 2024–25[14]
- Liga dos Campeões da UEFA: 2024–25[15]
- Supercopa da UEFA: 2025[16]

### Prêmios individuais
- Jogador do mês da Ligue 1: setembro de 2024[17]
- Time do Ano da Ligue 1: 2024–25[18]